# Rudy Nikkerud
Michael Rudy Nikkerud (nacido el 13 de marzo de 1986), conocido profesionalmente como Rudy Nikkerud, es un líder de adoración pentecostal australiano y cantante de la banda Planetshakers.

## Biografía
Rudy Nikkerud estudió música y obtuvo una licenciatura en la Universidad de Tasmania, Australia. A los 16 años, Rudy dedicó su vida a servir a Jesús después de un encuentro con Dios que le cambió la vida en una conferencia de Planetshakers. Más tarde se mudó a Melbourne para ser parte de la Iglesia Planetshakers desde sus inicios. Rudy actualmente se desempeña como pastor en la Iglesia Planetshakers y también es líder de adoración de la banda Planetshakers.

## Vida personal
Rudy Nikkerud se casó con Chelsie el 1 de noviembre de 2010 y juntos tienen una hija llamada Aria Lorraine.

## Discografía

### Como artista destacado
- 2018: I Am Loved - Sound of Praise feat. Rudy Nikerrud